# Miquel Janer Mora
Miquel Janer Mora (Llucmajor, Mallorca, 1927-2012) fou un músic i compositor mallorquí.
Miquel Janer estudià guitarra amb els professors Bartomeu Calatayud, Antoni Riera Estarellas i Bartomeu Oliver. Obtengué el títol de professor de guitarra el 1957 al Conservatori Superior de València. Fou component dels grups Orquestra de Llucmajor (1947) i Quartet de Corda (1948), membre fundador i director de diversos grups (Cor d'Homes de les Joventuts d'acció Catòlica, el 1949, la Coral Filharmònica, el 1951, la Coral Polifònica, el 1962, la Coral de Llucmajor, el 1969 i els Sonadors de Llucmajor, el 1986), solista amb l'Orquestra Simfònica de Mallorca, el 1969, i director dels Cors d'Espanya a Varsòvia i a Brussel·les el 1972.
Com a compositor harmonitzà per a cor mixt i veus iguals dotze cançons populars mallorquines i compongué nombroses obres per a cor, banda i orquestra simfònica. Ha musicat poemes de Maria Antònia Salvà Ripoll i de Blai Bonet. Té editades sis obres per a guitarra, com ara Chirimías y danzas de Mallorca del 1974 i Navidad en Mallorca del 1974. També va ajudar a recuperar la música dels cavallets cotoners de Llucmajor.
Formacions com la coral Capella Mallorquina i Solistes de Mallorca, el pianista Bartomeu Jaume, la soprano Joana Maria Llabrés i el baríton Claudio Arais han interpretat algunes de les seves obres. El 2002 l'Orquestra Simfònica de les Illes Balears, sota la direcció d'Agustí Aguiló, li estrenà l'obra simfònica Curolles de roter.